# Heiligengrabe

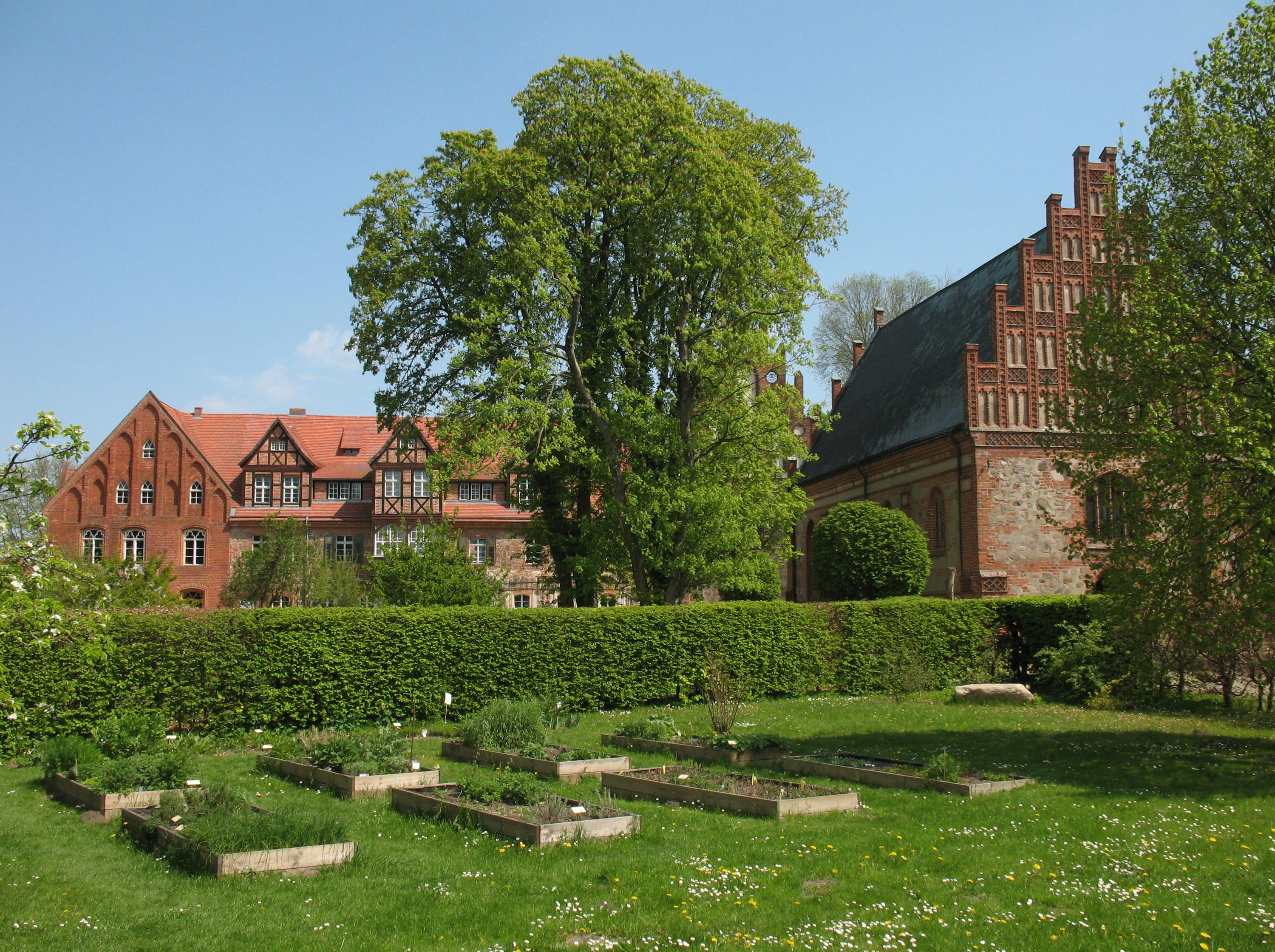
Tu viện

Heiligengrabe là một đô thị thuộc huyện Ostprignitz-Ruppin, bang Brandenburg, Đức. Đô thị Heiligengrabe có diện tích 232,3 km², dân số thời điểm 31 tháng 12 năm 2006 là 5046 người.

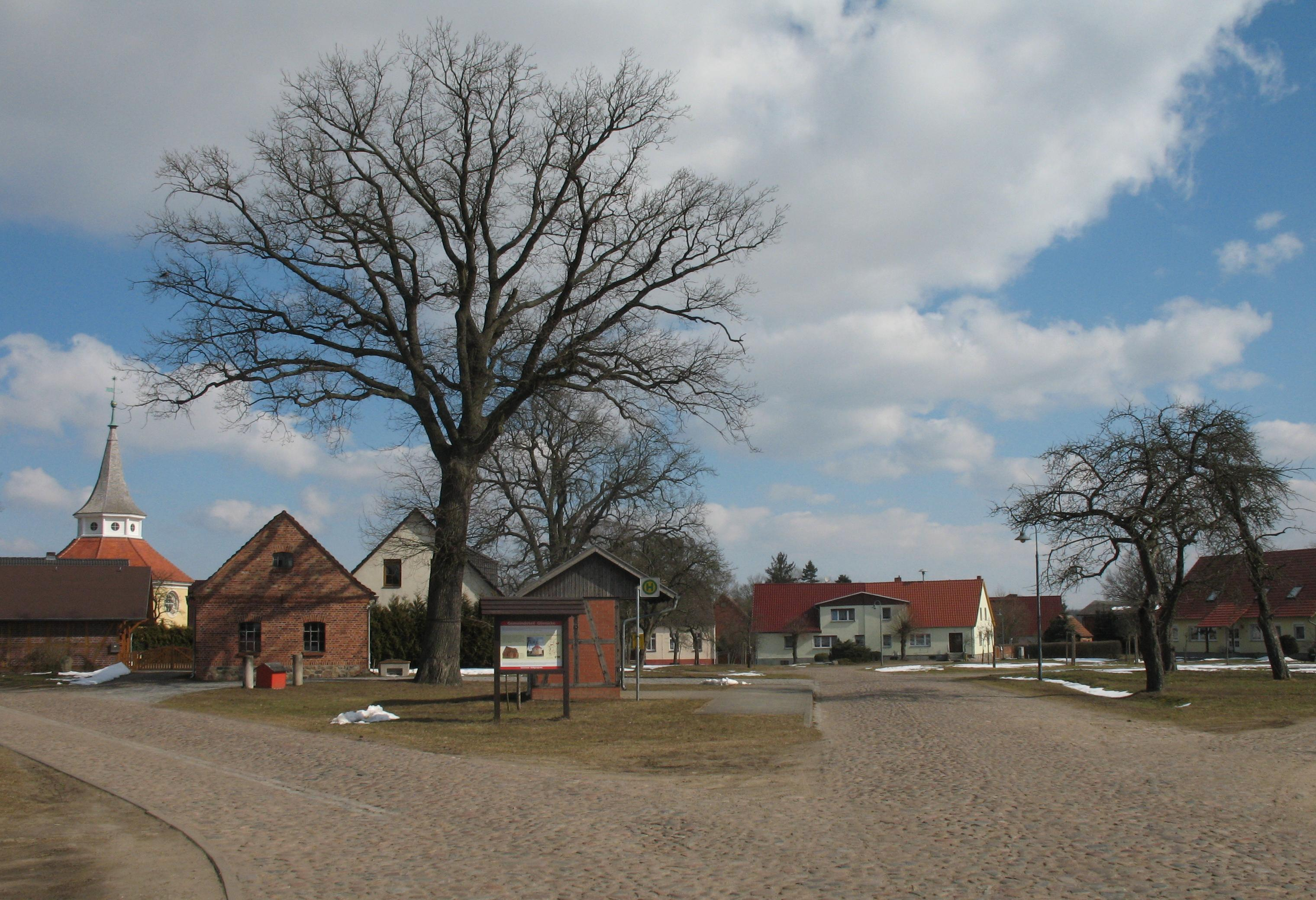
Heiligengrabe-Glienicke
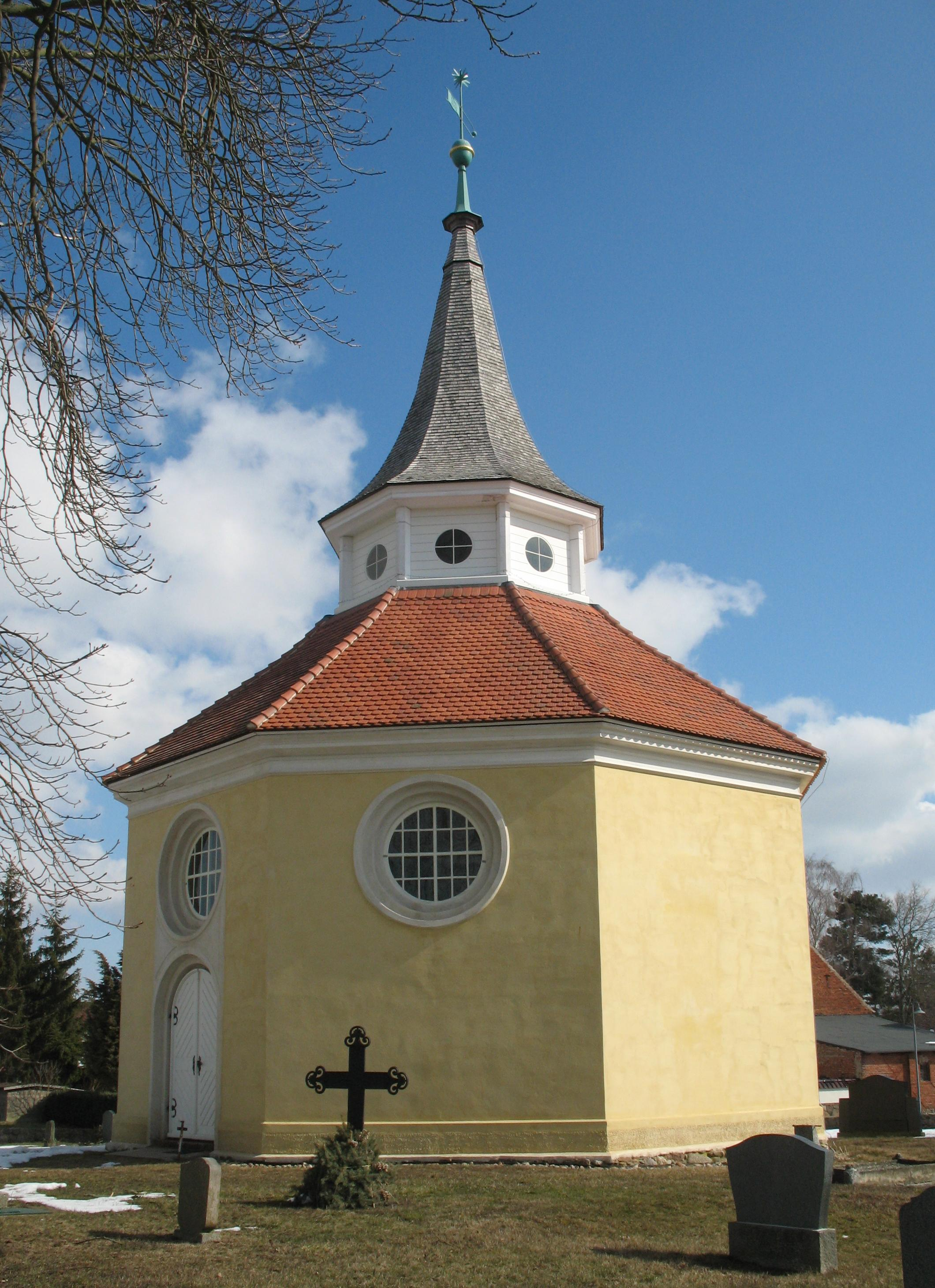
Nhà thờ
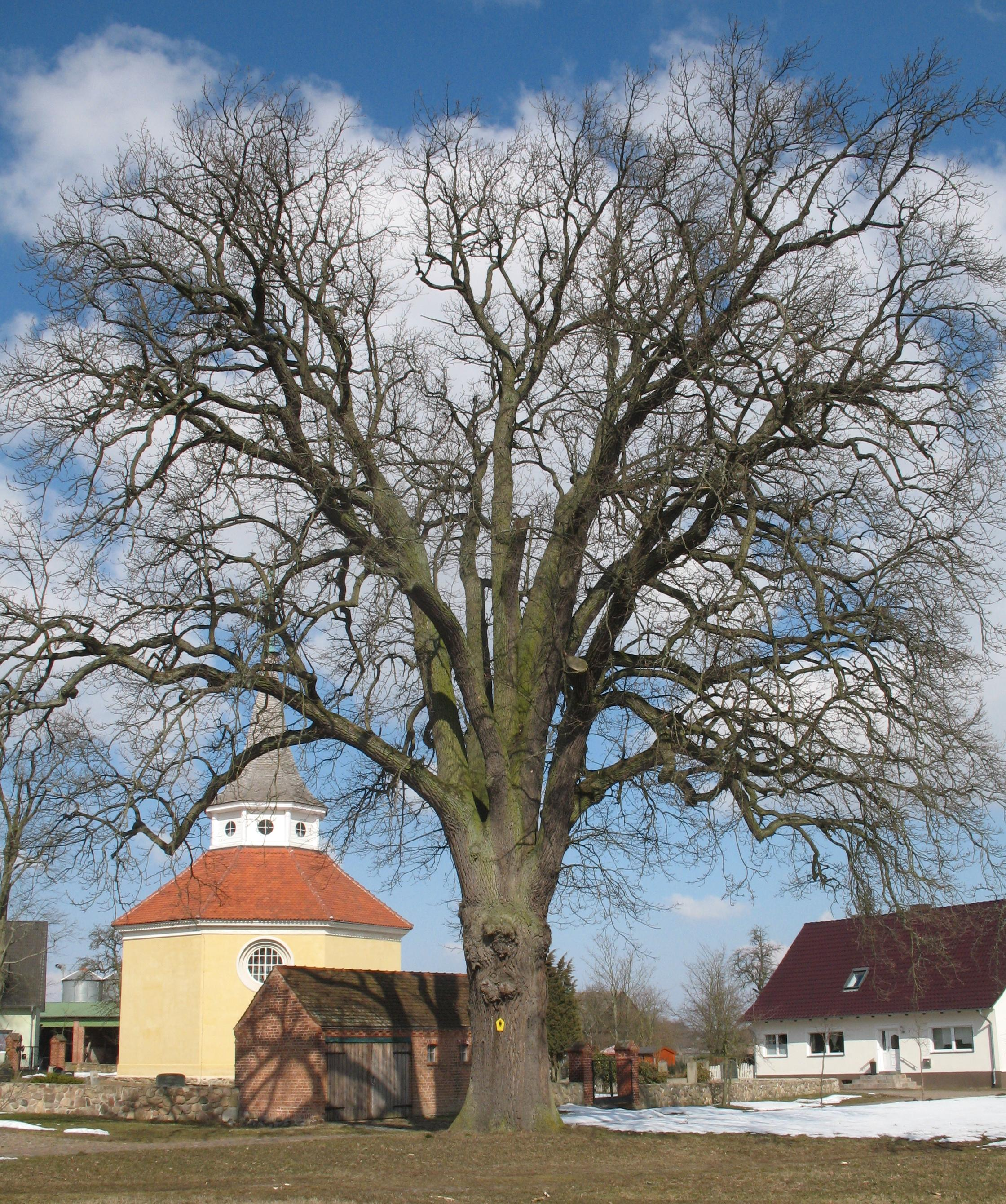
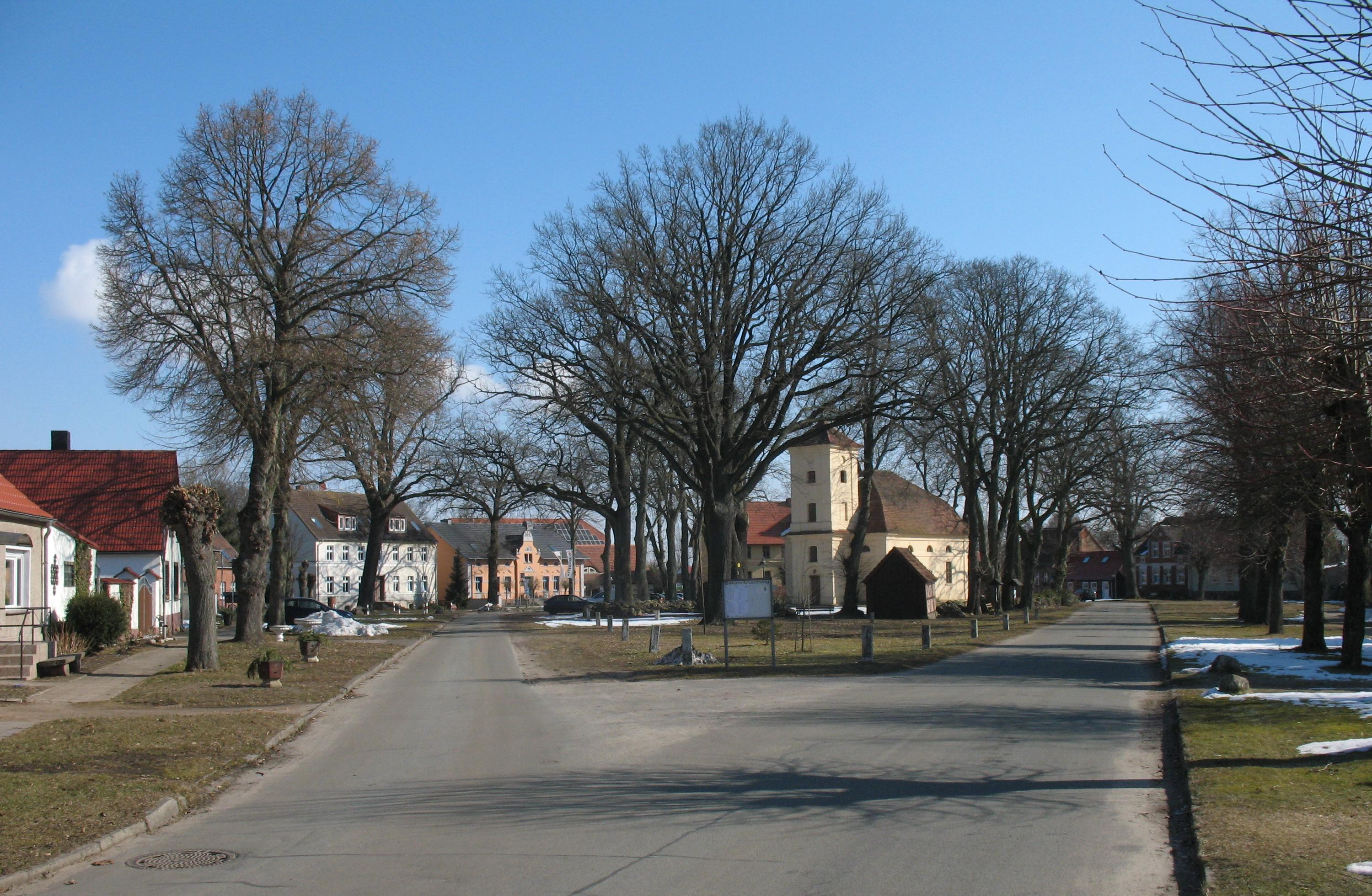
Heiligengrabe-Jabel
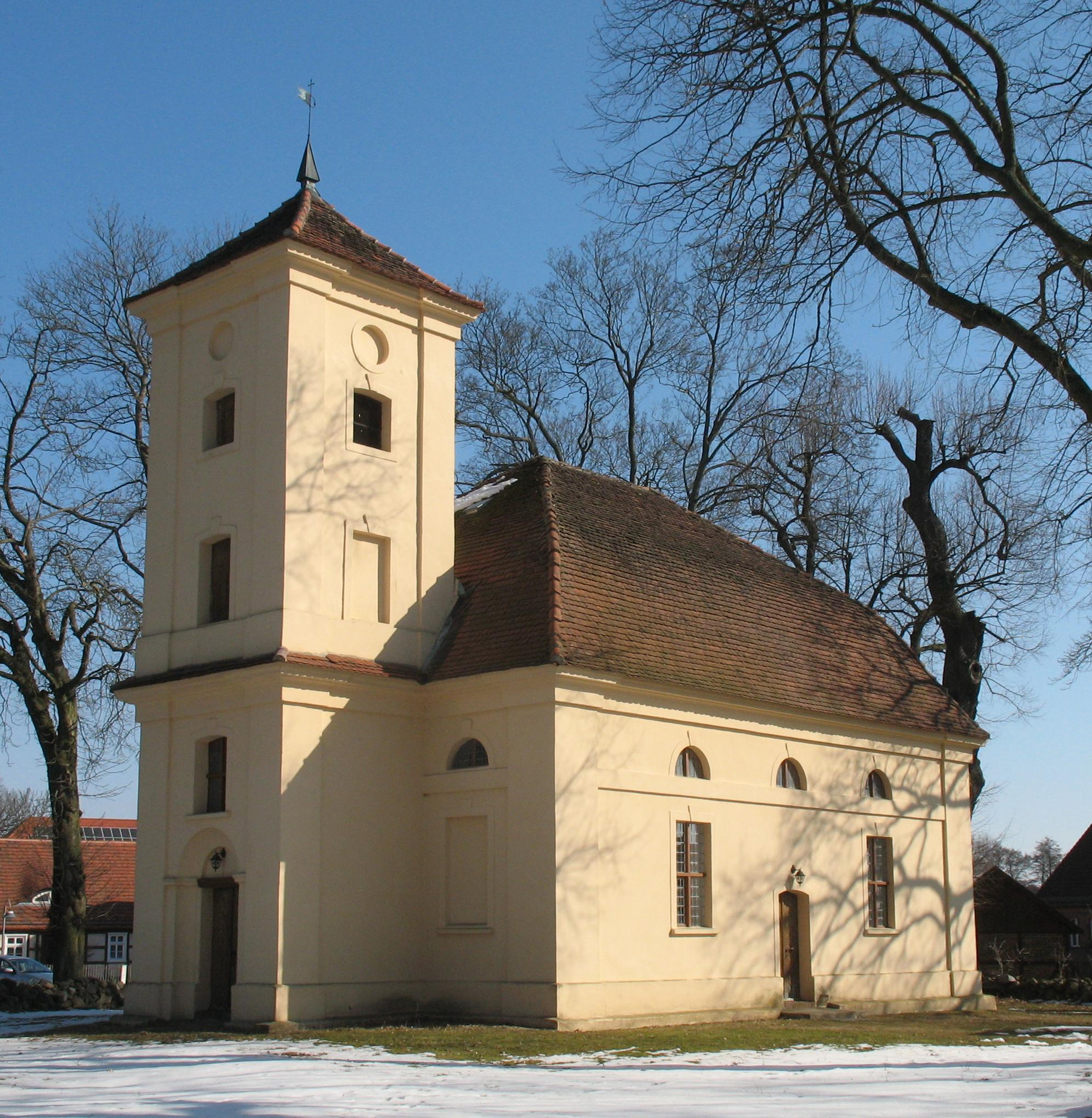
Nhà thờ
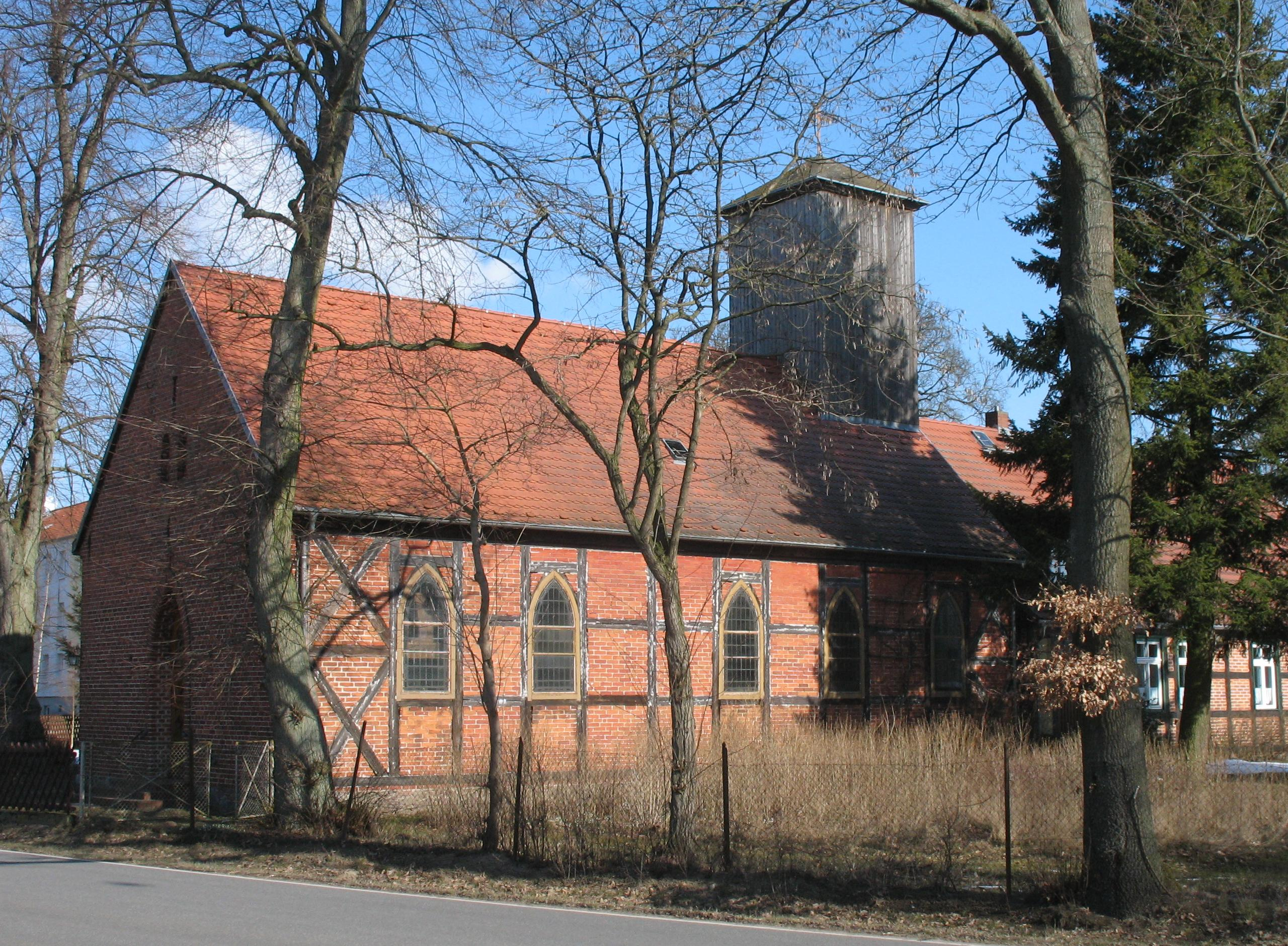
Nhà thờ